# Ryszard Stadniuk
Ryszard Stadniuk (polonès: Ryszard Tadeusz Stadniuk)  (Szczecin, 27 d'octubre de 1951) és un remer polonès, ja retirat, que va competir durant les dècades de 1970 i 1980.
El 1976 va prendre part en els Jocs Olímpics d'Estiu de Mont-real, on fou sisè en la prova del quatre amb timoner. Quatre anys més tard, als Jocs de Moscou, disputà dues proves del programa de rem. Guanyà la medalla de bronze en la prova del quatre amb timoner, formant equip amb Grzegorz Stellak, Adam Tomasiak, Grzegorz Nowak i Ryszard Kubiak, mentre en el vuit amb timoner fou novè.
En el seu palmarès també destaca una medalla de plata al Campionat del Món de rem de 1975, i nou campionats nacionals entre 1970 i 1981.